# Campeonato Chileno de Futebol de 1991
O Campeonato Chileno de Futebol de 1991 (oficialmente Campeonato Nacional de Fútbol Profesional de la Primera División de Chile) foi a 59ª edição do campeonato do futebol do Chile. Os 16 clubes jogam todos contra todos, sendo o primeiro colocado campeão. Os dois últimos colocados são rebaixados diretamente para a Campeonato Chileno de Futebol - Segunda Divisão. O campeão e o ganhador da ligilla entre o vice, 3º, 4º e 5º lugar se classificam para a Copa Libertadores da América de 1991.

## Participantes
| Equipe                                        | Cidade                                                   | Região                           | No ano anterior                                                     | Estádio                                | Capacidade | Títulos                                     | Participações |
| --------------------------------------------- | -------------------------------------------------------- | -------------------------------- | ------------------------------------------------------------------- | -------------------------------------- | ---------- | ------------------------------------------- | ------------- |
| Club Social y Deportivo Colo-Colo             | Macul                                                    | Região Metropolitana de Santiago | Campeão                                                             | Estádio Monumental David Arellano      | 47.017     | 18 (Último em 1990)                         | 59            |
| Unión Española                                | Independencia                                            | Região Metropolitana de Santiago | Terceiro Lugar                                                      | Estádio Santa Laura                    | 22.375     | 5 (1943, 1951, 1973, 1975, 1978)            | 58            |
| Club Deportivo Universidad Católica           | Las Condes                                               | Região Metropolitana de Santiago | Segundo Lugar                                                       | Estádio San Carlos de Apoquindo        | 20.000     | 7 (1949, 1954, 1961, 1966, 1984,1987)       | 50            |
| Club de Deportes Cobreloa                     | Calama                                                   | Região de Antofagasta            | Sétimo Lugar                                                        | Estádio Municipal de Calama            | 12.000     | 4 (1980, 1982, 1985, 1988)                  | 14            |
| Corporación Deportiva Everton de Viña del Mar | Viña del Mar                                             | Província de Valparaíso          | Décimo Quarto Lugar                                                 | Estádio Sausalito                      | 25.000     | 3 (1950, 1952, 1976)                        | 45            |
| Club Deportes Cobresal                        | Localidade de El Salvador, na comuna de Diego de Almagro | Região de Atacama                | Nono Lugar                                                          | Estádio El Cobre                       | 8.000      | 0 (não possui)                              | 8             |
| Club Social y de Deportes Concepción          | Concepción                                               | Região de Bío-Bío                | Sexto Lugar                                                         | Estádio Municipal de Concepción        | 35.000     | 0 (não possui)                              | 22            |
| Club Deportivo Arturo Fernández Vial          | Concepción                                               | Região de Bío-Bío                | Décimo Lugar                                                        | Estádio Municipal de Concepción        | 35.000     | 0 (não possui)                              | 7             |
| O'Higgins Fútbol Club                         | Rancagua                                                 | Região de O'Higgins              | Quarto Lugar                                                        | Estádio El Teniente                    | 14.550     | 0 (não possui)                              | 33            |
| Club de Deportes La Serena                    | La Serena                                                | Região de Coquimbo               | Oitavo Lugar                                                        | Estádio La Portada                     | 18.500     | 0 (não possui)                              | 24            |
| Club Deportivo Palestino                      | La Cisterna                                              | Região Metropolitana de Santiago | Quinto Lugar                                                        | Estádio Municipal de La Cisterna       | 12.000     | 2 (1955, 1978)                              | 36            |
| Club de Deportes Santiago Wanderers           | Valparaíso                                               | Região de Valparaíso             | Décimo Segundo Lugar                                                | Estádio Elías Figueroa Brander         | 23.000     | 2 (1958, 1968)                              | 39            |
| Club Universidad de Chile                     | Santiago                                                 | Região Metropolitana de Santiago | Décimo Primeiro Lugar                                               | Estádio Nacional de Chile              | 55.100     | 7 (1940, 1959, 1962,1964, 1965, 1967, 1969) | 52            |
| Club de Deportes Coquimbo Unido               | Coquimbo                                                 | Região de Coquimbo               | Acesso pelo Campeonato Chileno de Futebol de 1990 - Segunda Divisão | Estádio La Pampilla                    | ---        | 0 (não possui)                              | 8             |
| Club Deportivo Provincial Osorno              | Osorno                                                   | Região de Los Lagos              | Acesso pelo Campeonato Chileno de Futebol de 1990 - Segunda Divisão | Estádio Municipal Rubén Marcos Peralta | 12.000     | 0 (não possui)                              | 1             |
| Club de Deportes Antofagasta                  | Antofagasta                                              | Região de Antofagasta            | Acesso pelo Campeonato Chileno de Futebol de 1990 - Segunda Divisão | Estádio Regional de Antofagasta        | 26.339     | 0 (não possui)                              | 12            |

## Campeão
| Campeão Chileno 1991                                           |
| -------------------------------------------------------------- |
| Club Social y Deportivo Colo-Colo (Macul) (19º título) Campeão |